# Basílica de Santa Teresa de Ávila (Roma)
Santa Teresa al Corso d'Italia ou  Basílica de Santa Teresa no Corso d’Italia é uma igreja titular e basílica menor localizada no quartiere Pinciano de Roma e dedicada a Santa Teresa de Ávila. 
O cardeal-presbítero protetor do título de Santa Teresa no Corso d’Italia é László Paskai, arcebispo de Esztergom-Budapeste.

## História
A igreja, patrocinada pelo cardeal Girolamo Gotti, começou a ser construída em 1901 num estilo híbrido românico–gótico projetado por Tullio Passarelli. Em 1906, o papa Pio X transformou-a numa igreja paroquial e, ao mesmo tempo, entregou-a aos cuidados dos Carmelitas Descalços. O papa Pio XII em seguida elevou-a à dignidade de basílica menor em 1951 e, onze anos depois, o papa João XXIII fez dela uma igreja titular, nomeando Giovanni Panico como primeiro cardeal titular.
Santa Teresa aparece na fachada da igreja sendo abençoada por Cristo e, novamente, na peça-de-altar do altar-mor. Todo o interior é decorado por obras de artistas do século XX.